# Public Domain Enhancement Act
Il Public Domain Enhancement Act è una proposta legislativa presentata negli Stati Uniti, a seguito della legislazione che ha portato la durata del copyright a 95 anni dopo la morte dell'autore.
Sulla falsariga della materia brevettuale la proposta di legge individua in una minitassa lo strumento per individuare per il copyright il criterio selettivo di quali opere hanno un effettivo interesse economico. L'osservazione di base è che la maggioranza assoluta delle opere edite tra il 1923 e il 1952, ormai sono completamente senza una effettiva valenza di redditività e sarebbe nettamente preferibile considerarle di pubblico dominio.